# Kim Il-sung
En aquest nom coreà, el cognom és Kim.
Kim Il-sung (coreà: 김일성)  (districte de Mangyongdae, 15 d'abril de 1912 - Pyongyang, 8 de juliol de 1994) fou el primer líder de la República Popular Democràtica de Corea (coneguda com a Corea de Nord), d'ençà la seva fundació el 1948, fins a la seva mort. Fou succeït en el poder pel Kim Jong-il, el primer fill que va tenir amb Kim Jong-suk, i nomenat com a successor el 1974. Oficialment, Kim Il-sung és el president etern de la República Popular Democràtica de Corea. El nom de Kim Il Sung significa el sol. La traducció literal del seu nom significa que il·lumina clarament el camí a seguir per la humanitat.

## Biografia
Kim va néixer en el si d'una família que va fugir a Manxúria el 1925 fugint de l'ocupació japonesa. En els anys 30 es va unir a la guerrilla anti-japonesa i va adoptar el nom d'un llegendari guerriller que havia lluitat en èpoques anteriors contra els nipons.
Després d'anar-se'n a Moscou i ser entrenat militarment, va dirigir durant la Segona Guerra Mundial un contingent coreà en el si de l'Exèrcit Roig.

### Arribada al poder
La derrota japonesa el 1945 va portar la partició de Corea. En aquest moment Kim va tornar al seu país i va establir un govern provisional a la zona ocupada pels soviètics.

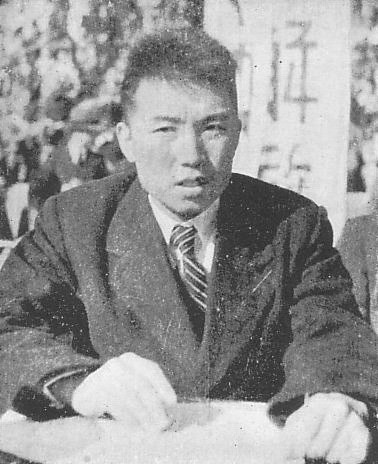
Kim Il-sung el 1946

El setembre de 1945, Kim, el líder més famós de la resistència, va ser instal·lat pels soviètics com a cap del Comitè Popular Provisional. No era en aquest moment el líder del Partit Comunista, la seu del qual es trobava a Seül, però no obstant això va ocupar una posició influent gràcies a la seva lluita contra l'ocupant japonès. Leonid Vassin, agent de l'NKVD, citat per Jasper Becker, indica: «Quan en Kim va arribar, ens vam adonar que no parlava coreà amb fluïdesa […] se li va ordenar que li donés un vestit civil i li van donar tres dies per aprendre un discurs que li havien escrit. Aquest discurs va ser pronunciat al primer congrés del partit organitzat per veterans comunistes, que havien estat alliberats després de la derrota japonesa. Com que Kim no tenia legitimitat ni suport, l'NKVD va preferir crear el seu propi partit, el Partit dels Treballadors. Molt ràpidament, van obligar les altres parts a fusionar-s'hi i van desdibuixar les dades sobre el seu origen».

### Inicis al cap de l'estat

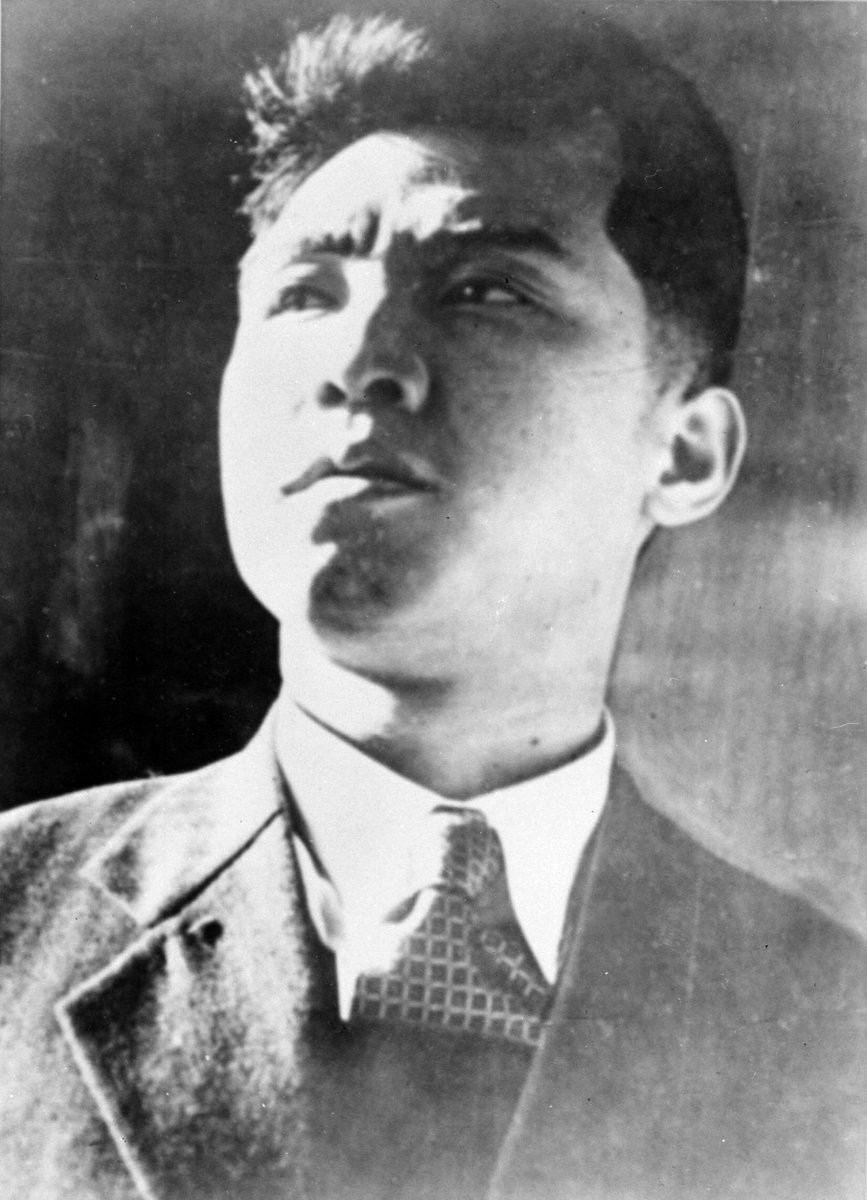
Retrat oficial de Kim Il-sung (1 d'octubre de 1948).

El seu principal assoliment va ser l'establiment d'un exèrcit professional, les Forces Armades de Corea del Nord (KPA), format per antics soldats que havien adquirit experiència de combat contra els nacionalistes japonesos i més tard els xinesos. Amb l'ajuda dels assessors soviètics, Kim va construir un exèrcit especialitzat en tàctiques d'infiltració i guerrilla. Abans de l'esclat de la Guerra de Corea, Ióssif Stalin va equipar l'APC amb moderns tancs pesants, camions, artilleria i armes petites. Kim també va crear una força aèria, inicialment equipada amb antics avions de caça propulsats per hèlix de l'URSS. Els futurs pilots nord-coreans són enviats a la Unió Soviètica i a la Xina per entrenar amb MiG-15 a bases secretes.
Inicialment, les eleccions patrocinades per les Nacions Unides al maig 1948 tenien la intenció de reunificar Corea, però el Sud es va declarar un estat (la República de Corea), i el Nord va seguir el 9 setembre proclamant la República Popular Democràtica de Corea, amb Kim com a Primer ministre. El 12 octubre, la Unió Soviètica va reconèixer el règim de Kim Il-sung com l'únic govern legal de la península. El Partit Comunista es va fusionar amb el Partit Popular Nou per formar el Partit dels Treballadors de Corea del Nord (del qual Kim és un dels vicepresidents amb Chu Yong-ha i Ho Ka-i). El 1949, aquest partit es va fusionar amb el seu homòleg del sud (Partit dels Treballadors de Corea del Sud) per fer el Partit del Treball de Corea (WPT) amb Kim com a president del partit.

### Consolidació del pla
El 1949, Corea del Nord es va convertir en una democràcia popular. Tots els partits i organitzacions de masses estan units en el Front Democràtic per a la Reunificació de la Pàtria, totalment dominat pels comunistes. A partir d'aquest moment, Kim Il-sung va començar a desenvolupar un culte a la personalitat i es va anomenar el «Gran líder». El seu regnat es va caracteritzar per l'establiment d'un estat totalitari amb nombroses violacions dels drets humans, incloent nombroses execucions i una vasta xarxa de camps de treball. A més, no es respecta la noció de dret de vot ja que només apareix un candidat a cada papereta. Per tant, les eleccions no són lliures i constitueixen un cens polític. No hi ha competència ja que tots els candidats són escollits i tots els escons són guanyats pel Front Democràtic per a la Reunificació de la Pàtria, constituint així una única coalició.
Entre 1946 i 1949, una sèrie de lleis (llei d’igualtat de gènere, reforma agrària, nacionalització de la indústria) tenen com a objectiu protegir els drets de les dones, que tindrien drets idèntics als dels homes. Ara tenen dret a votar, estudiar, cobrar els mateixos sous que els homes per igual treball i gaudir dels mateixos drets successoris; els matrimonis forçats i la prostitució estan prohibits, mentre que el divorci està legalitzat. Tanmateix, això segueix sent només una igualtat abstracta: la societat continua sent patriarcal i les dones combinen la doble funció de treballadora per al país i mare.
El 1956, amb Mao Zedong, va rebutjar la desestalinització promoguda per Nikita Khrushchev en el seu «informe secret» durant el 20è Congrés del Partit Comunista de la Unió Soviètica. Escollint distanciar-se del marxisme-leninisme, va adoptar el terme juche (probablement nascut de la ploma de l'historiador nacionalista Shin Chae-ho) a partir de mitjans dels anys cinquanta. Manllevat del confucianisme, aquesta ideologia pretén combinar socialisme, nacionalisme ètnico-cultural (en reacció a la colonització japonesa) i autodeterminació de la nació. El terme es va introduir a la Constitució l'any 1972. A principis de la dècada del 1990, totes les referències al marxisme-leninisme van ser esborrades a favor del juche només en la ideologia oficial del partit i de l'estat.

### Guerra de Corea

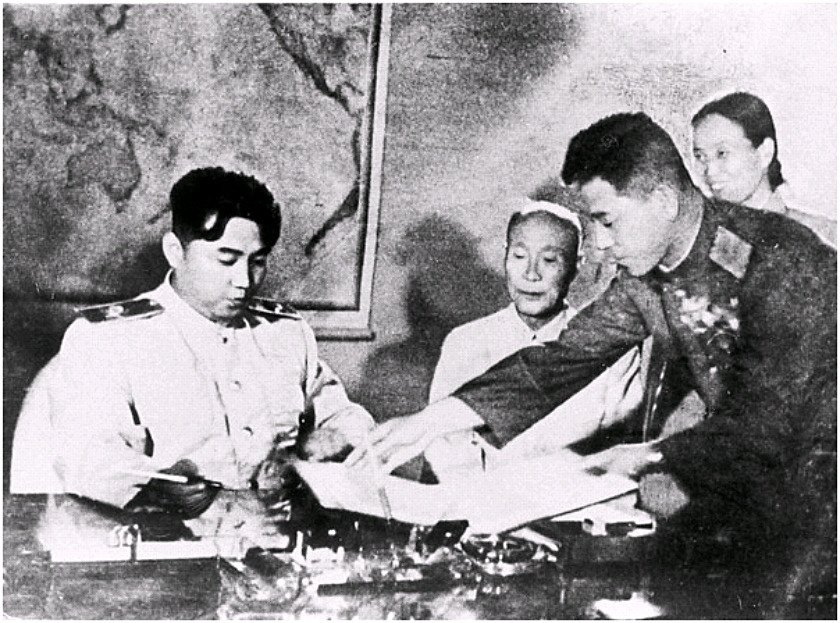
Kim Il-sung signava l'armistici que posava fi a la Guerra de Corea el 1953.

Els documents d'arxiu suggereixen que la decisió de Corea del Nord d'envair Corea del Sud va ser iniciada per Kim en lloc dels soviètics. Les fonts suggereixen que la intel·ligència soviètica, a través de les seves xarxes d'espionatge dins del govern estatunidenc i britànic, va obtenir informació sobre els límits de les existències de bombes atòmiques americanes, així com les reduccions dels programes de defensa, la qual cosa va portar a Stalin a concloure que l'administració Truman no podria intervenir a Corea.
La República Popular de la Xina avala de mala gana la idea de la reunificació de Corea després de ser informada per Kim que Stalin va aprovar l'acció. La Xina no donaria suport directament a Corea del Nord fins que les tropes de les Nacions Unides, en gran part nord-americanes, arribessin al riu Yalu a finals de 1950. A l'inici de la guerra al juny i juliol, les forces nord-coreanes van ocupar pràcticament tot el sud excepte el perímetre de Busan, però el setembre els nord-coreans van ser rebutjats per l'atac dirigit pels Estats Units. A l'octubre, les forces de l'ONU van recuperar Seül i van envair el nord per tal de reunificar el país sota els auspicis del Sud. El 19 octubre, les tropes nord-americanes i sud-coreanes van capturar Pyongyang, forçant Kim i el seu govern a fugir del nord, primer a Sinuiju i finalment a la Xina.
El 25 octubre 1950, la Xina, després d'haver advertit repetidament l'ONU de la seva intenció d'intervenir si no aturava el seu avanç, va entrar en guerra i va enviar les seves tropes a travessar el riu Yalou. Les tropes de l'ONU es veuen obligades a retirar-se i les tropes xineses recuperen Pyongyang al desembre i Seül al gener. Al març, les forces de l'ONU van iniciar una nova ofensiva, recuperant Seül, però el seu avanç es va aturar just al nord del Paral·lel 38° nord. Després d'una sèrie d'ofensives i contraofensives per part d'ambdós bàndols, seguida d'un període esgotador de Guerra de trinxeres en gran part estàtica des de l'estiu de 1951 fins a juliol 1953, el front es va estabilitzar al llarg del que esdevindria la zona coreana. Durant la Guerra de posició, Corea del Nord va ser devastada pels atacs aeris nord-americans que van causar grans danys a la capital i altres llocs del país. En el moment de l'armistici, 3,5 milions de coreans d'ambdós bàndols havien mort en el conflicte.
Durant la guerra, Kim Il-sung sembla haver viatjat a la Xina i la Unió Soviètica, buscant una manera d'acabar el conflicte. Documents xinesos i russos de l'època revelen que Kim s'havia quedat impotent per unificar Corea sota el seu lideratge i va patir que el seu exèrcit fos relegat a la segona línia, amb la majoria dels combats fets per l'exèrcit popular xinès.

### Un regnat indivis
Després de la Guerra de Corea, el país va ser devastat. Kim Il-sung consolida el seu poder i immediatament llança un esforç de reconstrucció nacional. Va establir un ampli pla econòmic quinquennal que introduïa una economia planificada que incloïa el control estatal total de la indústria així com la col·lectivització de la terra. La consolidació del seu poder passa també per la creació del sistema de castes songbun, inspirat en el confucianisme, que divideix la població en cinc grups: especial, normal, bàsic, complex i hostil segons el suposat grau de simpatia de cadascú cap al règim. Cada persona es classifica segons les seves característiques polítiques, socials i econòmiques. El sistema influeix en molts aspectes de l'existència d'un individu dins de la societat nord-coreana, inclòs l'accés a l'educació, l'habitatge, l'ocupació, el racionament d'aliments, la possibilitat d'unir-se al partit governant i fins i tot on es permet a una persona viure. Un gran nombre de persones que pertanyen a l'anomenada classe hostil, inclosos intel·lectuals, terratinents i antics partidaris del govern d'ocupació japonès durant la Segona Guerra Mundial, són traslladats per la força a les províncies del nord pobres i aïllades. Quan la fam va afectar el país als anys noranta, les persones que vivien en aquestes comunitats marginades i aïllades van ser les més afectades. Aquest sistema no determina el nivell de vida de cada individu: un comerciant pròsper pot pertànyer a la classe més baixa, mentre que un camperol pobre pot pertànyer a la classe més alta. D'altra banda, les persones identificades com a hostils no podran establir-se a la capital ni prop de les fronteres, ni podran afiliar-se al Partit dels Treballadors (imprescindible per accedir a càrrecs de responsabilitat a l'administració) ni exercir en l'educació o la policia. La pertinença d'una persona a aquesta o aquella casta pot canviar al llarg de la seva vida: per exemple, un intent de deserció provoca el descens, mentre que participar en un servei militar llarg us permet pujar en aquest sistema.
Kim Il-sung va castigar qualsevol oposició real o percebuda amb purgues incloses execucions públiques i desaparicions forçades. Les famílies dels dissidents estan exposades a la reclassificació en el sistema songbun. Els camps, coneguts com a kwanliso, formen part d'una gran xarxa d'institucions penals i de treball forçat, amb assentaments tancats i molt vigilats a les regions muntanyoses, on els presoners es veuen obligats a realitzar treballs obligatoris com ara tala, mineria i recol·lecció. Centenars d'estrangers, especialment sud-coreans i japonesos, han estat segrestats per tal d'integrar-los en missions d'intel·ligència a l'estranger, o per explotar les seves habilitats tècniques per mantenir la infraestructura econòmica de l'estat de Corea del Nord.
Ràpidament va liderar una política antireligiosa violenta. La Constitució reconeix la llibertat religiosa amb la condició de no amenaçar l'estat i l'ordre social, però el clergat va ser exterminat després de la Guerra de Corea. Xamans i cristians, seguidors de la «religió de capitalistes occidentals», són perseguits. Va afirmar que la religió era una mena de superstició i que «representa una visió del món antirevolucionària i poc científica. És com l'opi». El 1955, totes les organitzacions religioses havien desaparegut o havien passat a la clandestinitat; havien desaparegut completament als anys seixanta. El 1958 es va iniciar una important campanya antireligiosa. Des de llavors, 300.000 protestants, 35.000 budistes, 30.000 catòlics i 12.000 chondoistes van desaparèixer segons el govern de Corea del Sud. La Lliga Budista de Corea del Nord, fundada el desembre 1945, va desaparèixer el 1965; la Federació Cristiana de Corea del Nord, fundada el novembre 1946, va desaparèixer el 1960. El 1963, per als catòlics, només quedaven 20 sacerdots i 59 monges. L'Església catòlica ha denunciat la persecució que ha portat a l'obertura d'un procés per a la beatificació de 53 màrtirs que van morir entre 1949 i 1952. La pràctica del chéondoisme, que combina confucianisme, xamanisme i nacionalisme, va continuar, però. També està representat políticament amb el Partit Chondogyo-Chong-u (que participa al Front Democràtic per a la Reunificació de la Pàtria). El budisme també ha continuat sent influent al país i es pot ensenyar a les universitats. Des de 1992 es poden tornar a construir edificis religiosos.

### Modernització econòmica i independència política

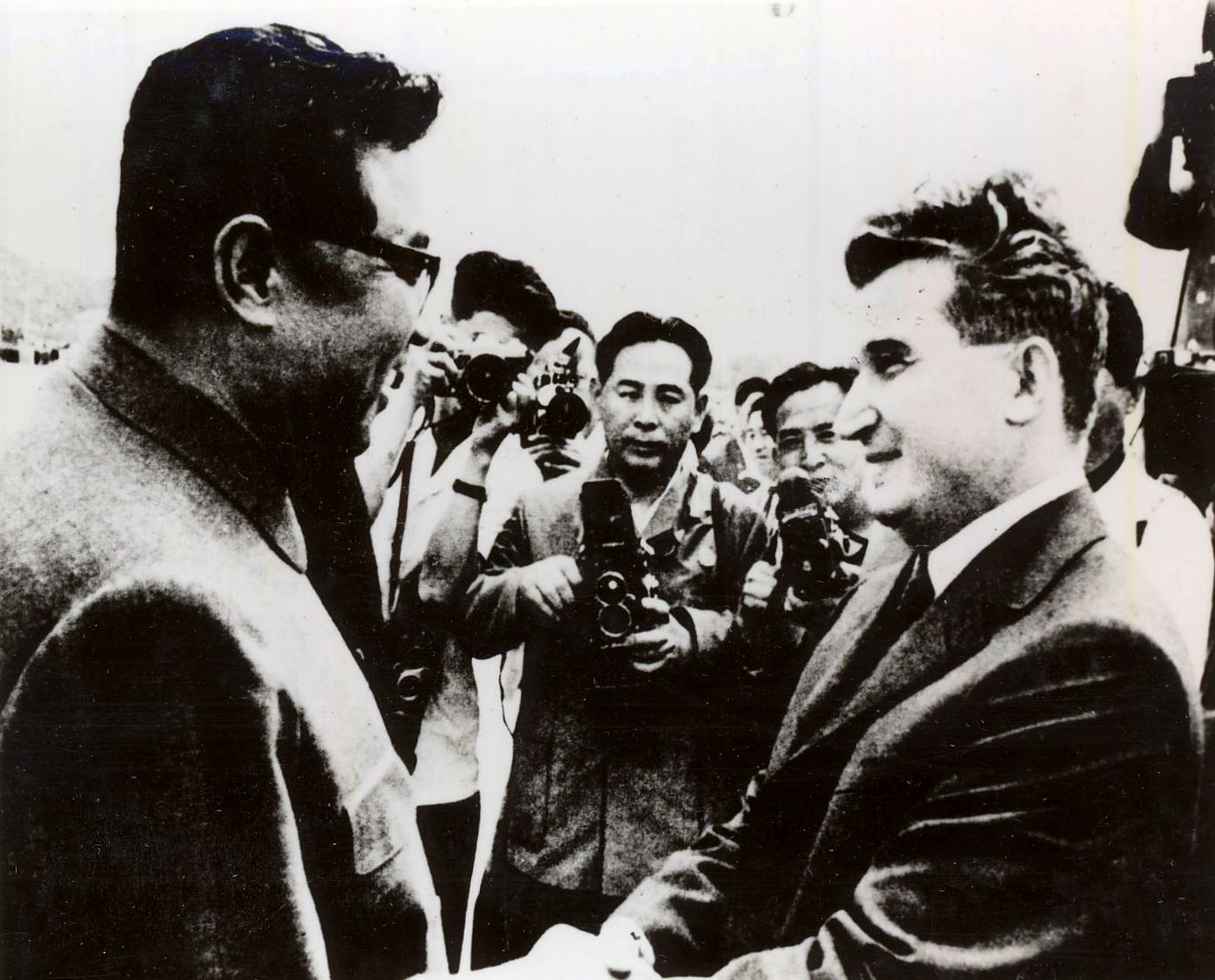
Kim Il-sung i el seu aliat Nicolae Ceaușescu el 1971.

Corea del Nord va reconstruir ràpidament la seva economia industrialitzant-se mitjançant el moviment Chollima, el cavall alat de les llegendes coreanes que viatjava 1.000 li per dia. Aquesta reconstrucció es veu facilitada pel fet que la gran majoria de les infraestructures industrials de la península de Corea que va deixar el Japó es trobaven al Nord, però aquestes infraestructures van quedar gairebé completament destruïdes durant la Guerra de Corea. Corea del Nord, tanmateix, es va desenvolupar més ràpidament que el Sud als anys seixanta, que llavors va ser presa d'una certa inestabilitat política i de diverses crisis econòmiques. Mentre que el PNB per càpita va augmentar el 1953 fins als 86 dòlars a Corea del Nord en comparació amb els 117 de Corea del Sud, va pujar el 1960 fins als 329 dòlars al Nord, mentre que la pobresa va persistir al Sud (117 dòlars). L'any 1970, l'èxit dels plans quinquennals va permetre a Corea del Nord tenir les bases d'una economia avançada i industrialitzada. Té aleshores una potent indústria pesant i una bona base energètica gràcies a potents preses.
Més tard, la ruptura entre la Unió Soviètica i la Xina va fer a Kim Il Sung decantar-se per l'aliança amb aquesta última, després d'intentar l'equilibri entre totes dues (1962). El 1972 va donar al país una nova Constitució, proclamant president de la República. A mesura que va envellint, es va endurir el caràcter repressiu i totalitari del seu règim, cada vegada més anquilosat i tancat a l'exterior. Va morir envoltat d'un extraordinari culte personal, després d'haver designat com successor el seu fill Kim Jong Il, originant així la primera transmissió hereditària del poder en un règim comunista.
L'historiador Bruce Cumings assenyala que «un informe intern de la CIA va mostrar de boca els diferents assoliments del règim: l'atenció als nens i en particular als orfes; el canvi radical de la condició de la dona; allotjament gratuït; atenció mèdica gratuïta i medicina preventiva; taxes de mortalitat infantil i esperança de vida comparables a les dels països més avançats».
Kim Il-sung va col·lectivitzar completament l'agricultura entre 1953 i 1958. El treball agrícola és de tipus militar, amb els pagesos treballant 345 dies de l'any als anys cinquanta. El país va arribar a ser gairebé autosuficient l'any 1973 amb 5 milions de tones de cereals produïts a l'any. Malgrat el principi nacional del juche que defensava el socialisme autosuficient i una forma d’autarquia, Corea del Nord va rebre una important ajuda xinesa i soviètica després de la guerra que li va permetre modernitzar-se i industrialitzar-se ràpidament. Aquest gran salt endavant, caracteritzat per un alt ritme de creixement econòmic estimat en més de 10 % per any a la dècada del 1960, s'alenteix a partir de la dècada del 1970 i esdevé negatiu a finals de la dècada del 1980 o principis de la dècada del 1990 sota l'efecte de la desaparició del bloc comunista que priva Corea del Nord dels seus socis tradicionals. Aleshores l'Estat va ser declarat insolvent el 1987. En conseqüència, Kim Il-sung va autoritzar una lleugera liberalització de l'economia concedint als camperols el dret de vendre les seves petites parcel·les individuals (100 m² per família) als mercats. En uns trenta anys, Corea del Sud ha superat amb escreix el Nord pel que fa al desenvolupament econòmic: el 1976, el PNB per càpita era de 464 dòlars enfront dels 765 del Sud. El veí del sud s'ha estabilitzat políticament i està emergint com una potència econòmica i industrial, alimentada per la inversió japonesa i estatunidenca, l'ajuda militar i el desenvolupament econòmic intern. El 1991, el consum d'energia per càpita a Corea del Nord era un 10% inferior % a la de Corea del Sud.

### Darrers anys

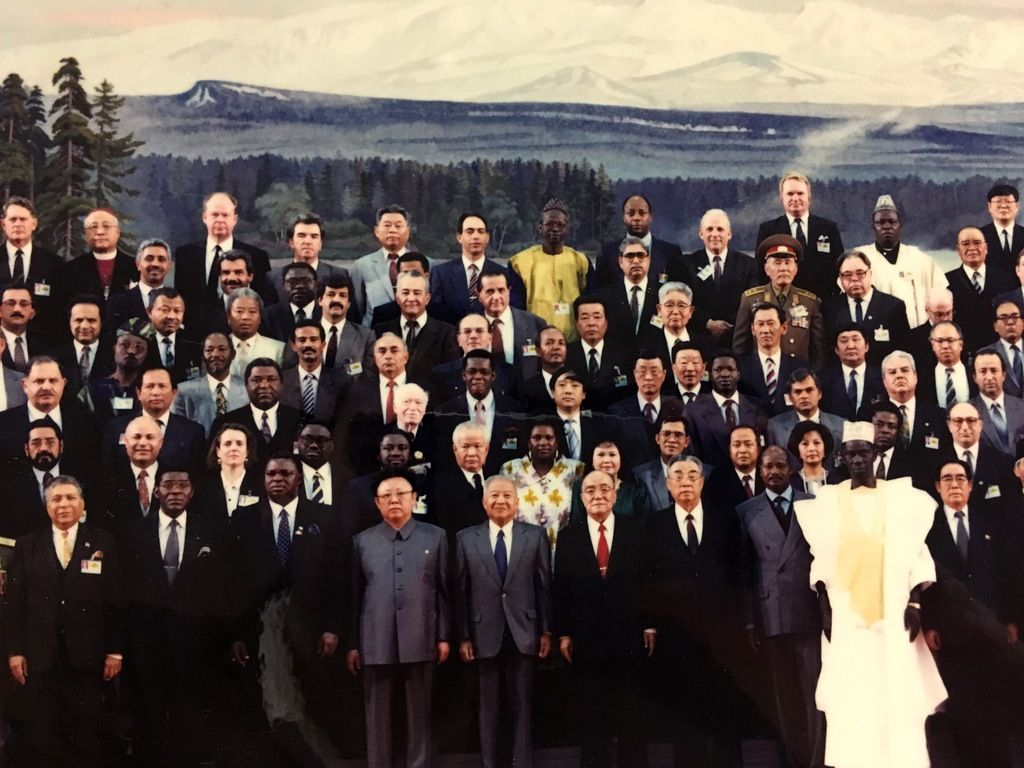
Celebració del 80è aniversari de Kim Il-sung amb la presència de convidats internacionals (abril de 1992).

A partir de 1960, i de nou el 1972, Kim Il-sung va fer propostes per a una reunificació pacífica de Corea finalitzades en el projecte d'una  República Democràtica Confederal de Koryŏ, consistent a proposar un únic Estat amb dos sistemes.
Durant l'últim any del seu regnat, Corea del Nord va viure l'inici d'una gran fam.

### Mort, dol i funerals
Kim Il-sung va morir el 8 de juliol de 1994 a primera hora del matí a Pyongyang, als 82 anys, després de regnar indiscutiblement sobre Corea del Nord durant 46 anys. La seva mort, que es va produir durant un ictus, va donar lloc a immenses escenes de plor a tot Corea del Nord, sovint interpretades com a surrealistes a Occident. Les històries de refugiats nord-coreans, però, testimonien l'afecte sincer dels nord-coreans cap al seu president. No obstant això, segons Hwang Jang-yop, les escenes emocionals van ser causades per una combinació del culte a la personalitat de Kim Il-sung i la por a les represàlies. Així, el partit va fer enquestes sobre la intensitat del dol de la població, de les quals va deduir la fidelitat; es castigava els pacients que no sortien dels hospitals i els que continuaven bevent o de festa després de l'anunci de la mort. Després de la seva mort, el seu fill Kim Jong-il el va succeir com a líder suprem. El 12 de juny de 1995, Kim Il-sung va ser enterrat al Palau del Sol de Kumsusan, on el seu cos s'ha mostrat des d'aleshores en un gran sarcòfag de vidre. El 5 de setembre de 1998, l'Assemblea Suprema del Poble el va proclamar etern president de la República.
Molts nord-coreans, especialment els habitants de Pyongyang, acudeixen amb motiu dels aniversaris del calendari revolucionari a presentar els seus respectes davant les restes de l'etern president. Aquestes reunions donen lloc a llargues cues que s'estenen molt fora de l'edifici. Aquest tipus d'escenari recorda també, a l'època de l'URSS, les llargues processons davant del mausoleu de Lenin. Kim Il-sung és un dels quatre últims caps d'estat de l'antic bloc oriental amb Lenin, Mao Zedong i Ho Chi Minh a ser embalsamat i no enterrat. És possible que els rars turistes que viatgen a la RPDC visitin el lloc sempre que obtinguin l'aprovació prèvia de les autoritats de Pyongyang i estiguin vestits de manera molt formal per a l'ocasió, Kim Il-sung continua sent la màxima personalitat del règim com a etern president.

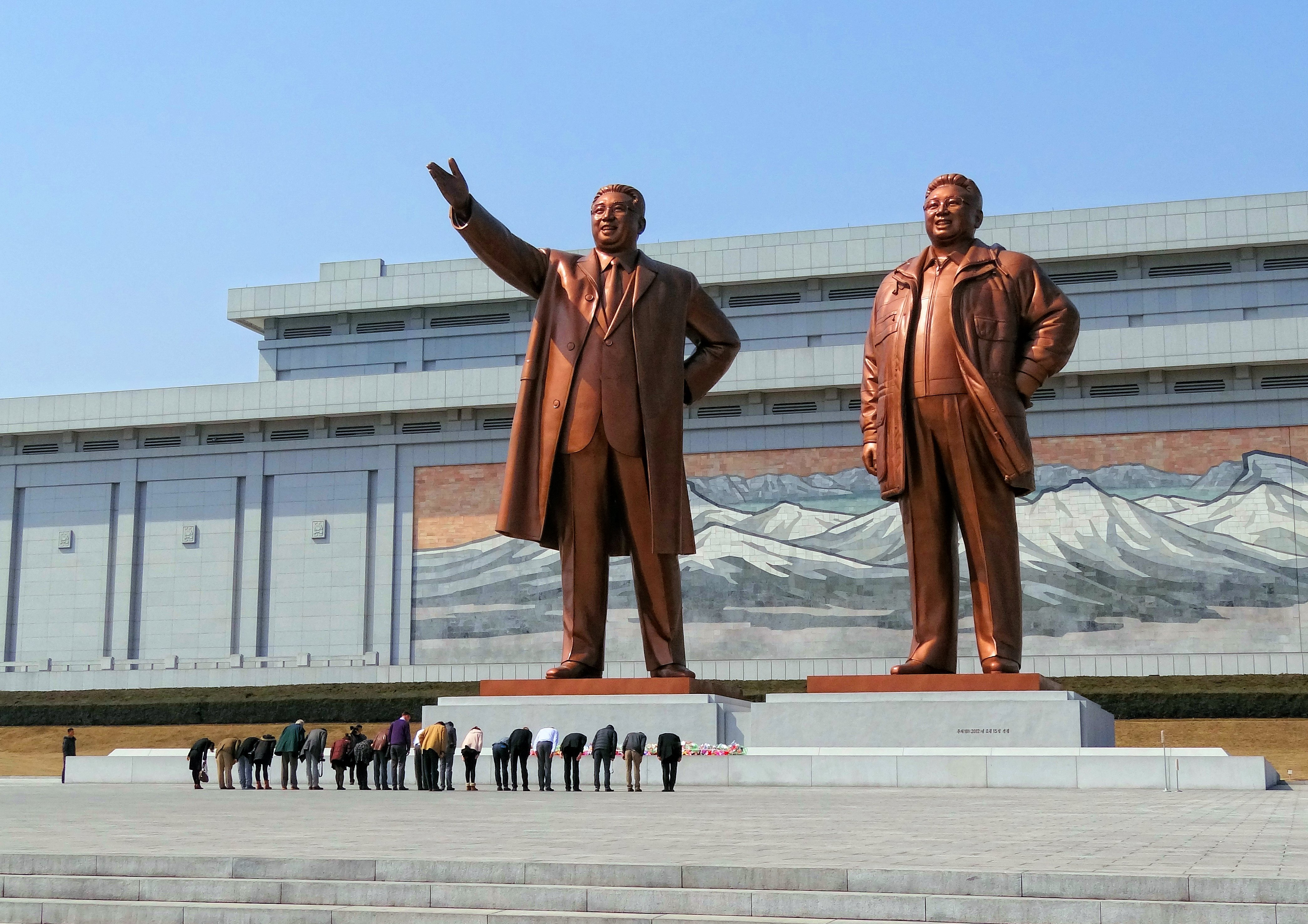
Visitants fent una reverència davant les estàtues de Kim Il-sung i Kim Jong-il al turó Mansu (Pyongyang)

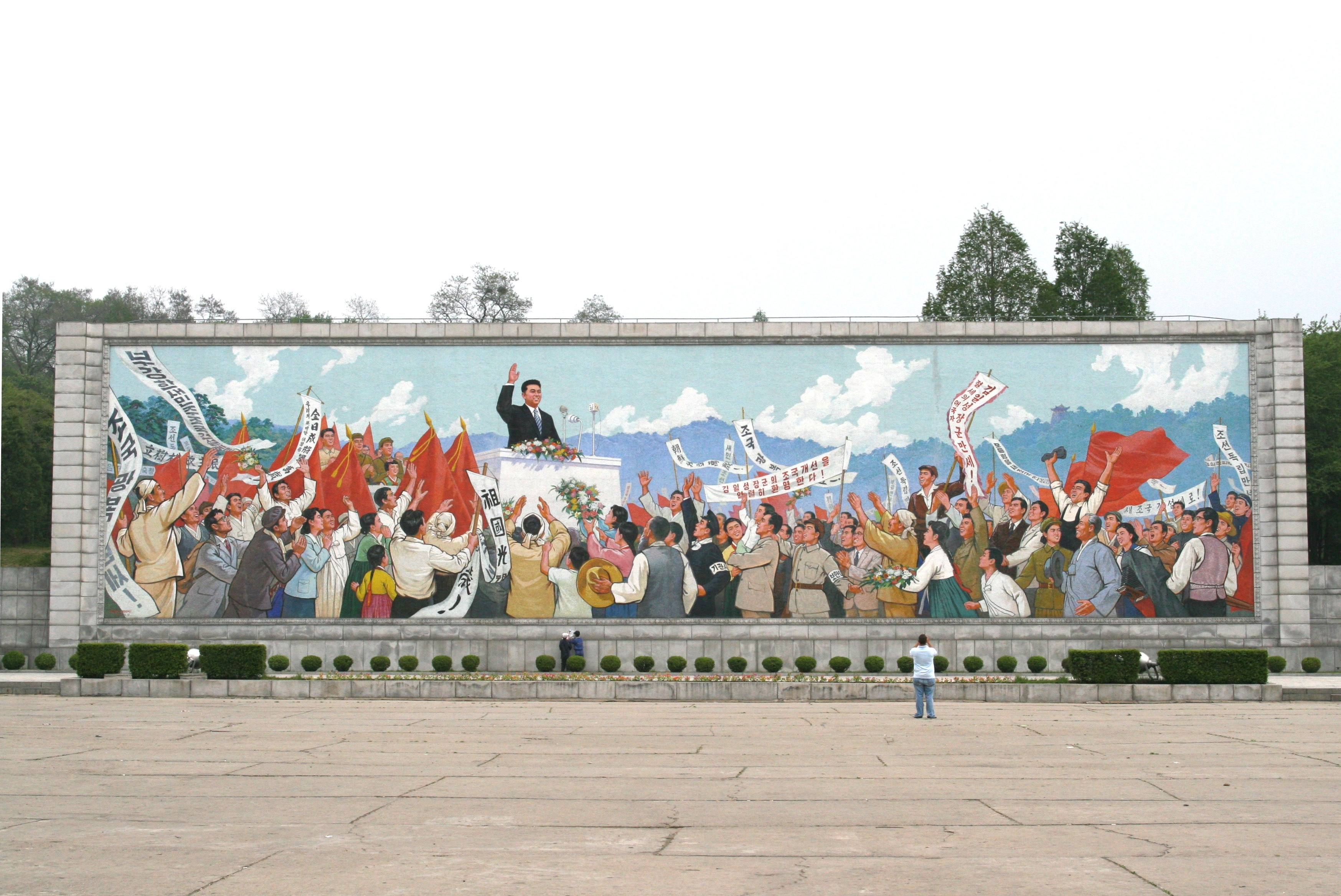
Mural de Kim Il-sung fent un discurs a Pyongyang

## El culte al gran líder
La veneració a la qual era i encara és l'objecte de Kim Il-sung a Corea del Nord forma part d'un llinatge confucià que va divinitzar els emperadors de Corea i afirmava el principi de respecte a l'autoritat, els pares i els amos. El respecte, segons el terme utilitzat pels nord-coreans, també és interpretat pels occidentals com un culte a la personalitat propi de l'estalinisme. Tots els nord-coreans porten el distintiu del gran líder. El seu retrat adorna tots els edificis oficials i està penjat a totes les cases particulars de Corea del Nord.
El «gran líder» va rebre el títol pòstum, l'any 1998, d'«etern president». El preàmbul de la Constitució de Corea del Nord anuncia: «El president Kim Il-sung, gran líder, és el Sol de la nació i el símbol de la reunificació del país. (...) La República Popular Democràtica de Corea i el poble coreà sota el lideratge del Partit dels Treballadors de Corea honraran eternament el gran líder camarada Kim Il-sung com a president de la República, defensaran i desenvoluparan les seves idees i alts estàndards.. fet per completar l'obra revolucionària del Juche». És el pare de Kim Jong-il, «el estimat líder »: Corea del Nord constitueix així el primer cas de successió dinàstica en un estat que reivindica el socialisme, i més precisament les idees de juche definides pel president Kim Il-sung (l'ascens al poder de Kim Jong-un després de la mort de Kim Jong-il el 2011).

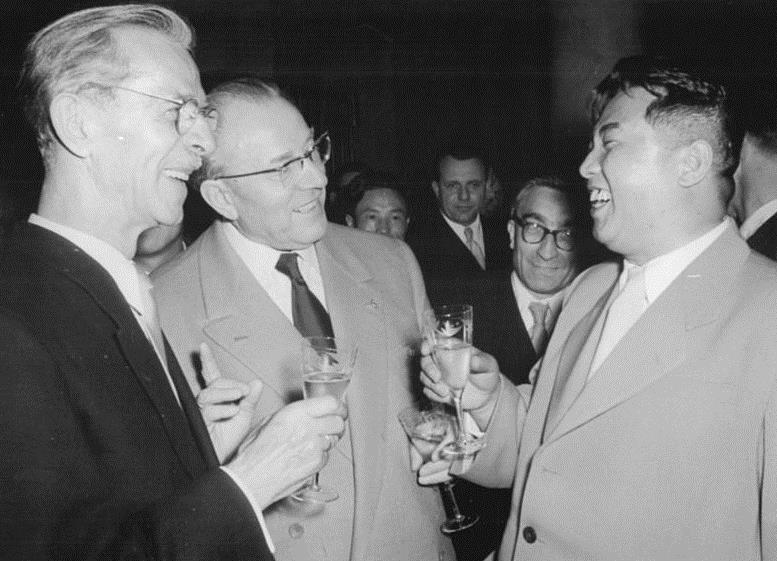
Kim Il-sung en una visita d'estat a la República Democràtica Alemanya, amb Otto Nagel i Otto Grotewohl.

L'era oficial dels registres de cites a Corea del Nord comença amb el naixement de Kim Il-sung com l'any original de l'era juche, fixada a 1 de gener i no 15 abril, que és la data d'una de les festes nacionals de Corea del Nord.
Kim Il-sung, igual que Kim Jong-il, és objecte de cançons patriòtiques, històries apreses de memòria des de ben petit a l'escola, així com càntics i quasi oracions al lloc de treball. Nombrosos èxits monumentals a la seva glòria (inscripcions elogioses a les muntanyes, mausoleus, museus) també són objecte de pelegrinatges regulars, que es mostren regularment a l'únic canal de televisió nacional. Les imatges del gran líder i el seu fill es mostren gairebé arreu de Corea del Nord (sobretot als carrers, a les escoles o als trens del metro).
Una orquídia va rebre el nom de Kimilsungia en honor al president Kim Il-sung.

## Violacions dels drets humans
Tan bon punt l'alto el foc va acabar amb la Guerra de Corea, Kim va començar a purgar persones sospitoses de ser perilloses a Corea del Nord. Els primers judicis van apuntar a possibles aspirants a llocs de lideratge, i va ordenar l'arrest i l'assassinat d'antics companys d'armes manxú i fundadors del Partit Laborista de Corea del Sud. Després del fracàs de la campanya militar per fer-se càrrec de Corea del Sud el 1953, va decidir purgar tots els funcionaris prosoviètics o proxinesos que intentessin criticar-lo. Phil Roberston, director adjunt d'Àsia de Human Rights Watch, ha descrit els abusos dels drets del règim de Kim Il-sung i el seu ús freqüent de la separació forçada i els camps de presoners mortals. En una entrevista amb Mark Colvin i Brendan Trembath, el desertor nord-coreà Kim Hye-sook va esmentar que Kim Il-sung havia ordenat l'establiment d'un camp de concentració per a presos polítics el juliol de 1969 a Yodok. El 1979, Amnistia Internacional va publicar un informe sobre Ali Lameda, un poeta veneçolà que havia treballat al ministeri de propaganda de Corea del Nord i que havia estat detingut per les seves crítiques al govern del país. Lameda va descriure el culte del país a Kim Il-sung, que és cruel amb tot allò que va en contra del sistema de Corea del Nord.

## Honors

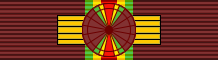
Gran Creu de l’Ordre Nacional de Dahomey (1976)

- Gran Creu de l’Ordre Nacional de Dahomey (1976).[37]